# Sacred Reich
Sacred Reich ist eine US-amerikanische Thrash-Metal-Band aus Phoenix, Arizona, die im Jahr 1985 gegründet wurde, sich im Jahr 2000 auflöste und seit dem Jahr 2007 wieder Konzerte abhält.

## Geschichte
Die Band wurde im Jahr 1985 in Phoenix, Arizona, gegründet. Ihr erstes Demo Draining You of Life erschien im Jahr 1986. Hierfür hatte der spätere Sänger Phil Rind zwar bereits die Texte geschrieben, gesungen wurden sie jedoch von Dan Kelly, der in der späteren Bandgeschichte nicht mehr erscheinen sollte. Überregional bekannt wurde das Demo unter anderem durch die Unterstützung von Jason Newsted. Das Stück Ignorance wurde zunächst auf dem Sampler Metal Massacre veröffentlicht, es folgte ein Vertrag mit Brian Slagels Metal Blade Records. 1987 erschienen dort das Debütalbum Ignorance, auf dem Rind neben dem Bass auch den Gesang übernahm. Gitarrist Martinek hatte inzwischen seinen Posten an Wiley Arnett verloren. Nachdem im Jahr 1988 die EP Surf Nicaragua veröffentlicht worden war, das Draining You of Life von Sacred Reichs Demo, sowie eine Coverversion von Black Sabbaths War Pigs enthielt, konnte die Band verstärkte Aufmerksamkeit verzeichnen.
Der Veröffentlichung folgte eine Welttournee. Im Jahr 1988 hielt die Band eine Tour durch die USA ab, zusammen mit Atrophy und Forbidden. Danach folgte eine weitere Tour zusammen mit Motörhead in Europa. Im Jahr 1989 schlossen sich weitere Auftritte in Europa an zusammen mit Forbidden. Im selben Jahr nahm die Band beim Dynamo Open Air die Live-EP Live at Dynamo auf. Zwischenzeitlich bei Enigma Records unter Vertrag, veröffentlichte Sacred Reich 1990 das zweite Studioalbum The American Way. Anfang 1991 verließ Schlagzeuger Greg Hall die Band und wurde durch Dave McClain ersetzt. Es folgte eine Tournee mit Sepultura. Nach der Pleite von Enigma Records wechselte die Band zu Hollywood Records, wo Ende 1991 die Single A Question erschien, gefolgt vom dritten Studioalbum Independent (1993). Die Besetzung der Band bestand neben Rind aus den Gitarristen Arnett und Rainey und Schlagzeuger Dave McClain. Es folgten Auftritte in Europa, wovon krankheitsbedingt einige wieder abgesagt werden mussten. Außerdem spielte sie Konzerte in den USA zusammen mit Pantera und Danzig.

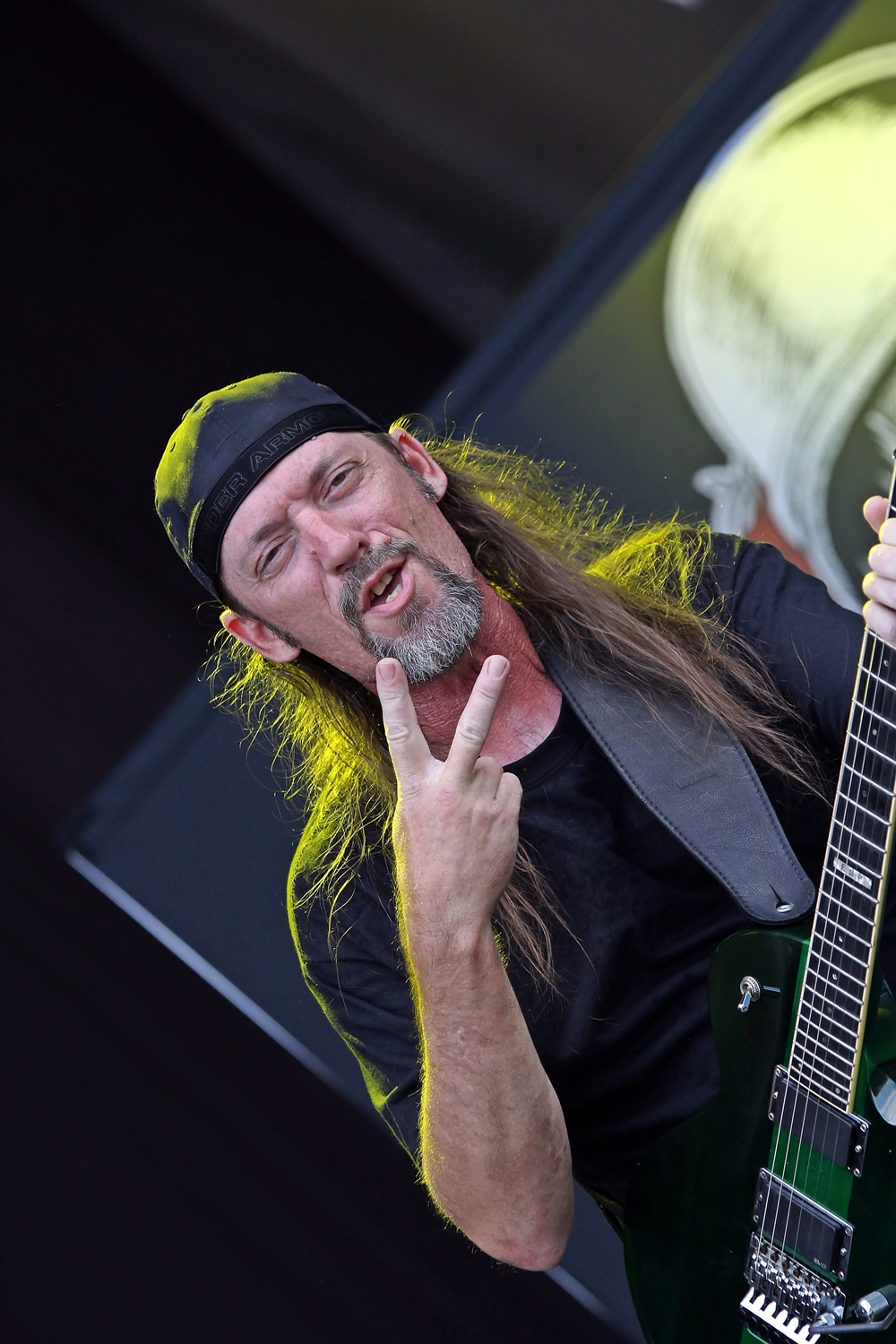
Wiley Arnett mit Sacred Reich beim Summer Breeze Festival 2017

Nachdem Hollywood Records 1994 den Plattenvertrag aufgelöst hatte, wurde es 1995 relativ ruhig um die Band. Sie steuerte ihre Version des Black-Sabbath-Liedes Sweet Leaf zu dem Album Hempilation bei. Zudem nahm sie eine Version von Judas Priests Rapid Fire auf, wobei Rob Halford als Gastsänger fungierte. Nachdem die Band zu Metal Blade Records zurückgekehrt war, veröffentlichte sie Anfang 1996 das Album Heal. Noch vor dessen Erscheinen war Schlagzeuger McClain zu Machine Head gewechselt und wurde zunächst durch Chuck Fitzgerald ersetzt. Mit ihm bestritt Sacred Reich die Tournee zum Album. Ende 1996 kam Gründungsmitglied Greg Hall zurück zur Band. Mit ihm bestritt Sacred Reich im Dezember 1996 einige Auftritte in ihrer Heimatstadt Phoenix, bei denen die Aufnahmen für das Live-Album Still Ignorant mitgeschnitten wurden. Das Album erschien 1997 bei Metal Blade. Im Jahr 2000 löste sich Sacred Reich auf. 2001 gründete Wiley Arnett mit St.-Madness-Sänger Patrick Flannery die Band The Human Condition. Das Projekt musste jedoch kurzzeitig unterbrochen werden, da Arnett am 2. August in einen Autounfall geriet. Währenddessen trat Hall im Oktober 2001 kurzzeitig für ein paar Studiosessions Soulfly bei.
Wie im November 2006 bekanntgegeben, fand sich die Band für einige Auftritte im Sommer 2007 wieder zusammen. Sie spielten unter anderem beim Wacken Open Air 2007. Eine Doppel-CD inklusive einer DVD erschien unter dem Namen Surf Ignorance im Juni 2007. Enthalten sind die LP Ignorance, die EP Surf Nicaragua und das Demo Draining You of Life sowie Bonusmaterial. Auch im Jahre 2009 waren Sacred Reich zwischen Mai und Juni wieder in Europa unterwegs und spielten unter anderem auch auf dem Rock Hard Festival in Gelsenkirchen. In der Folge trat die Band wieder häufiger auf, veröffentlichte jedoch keine neuen Alben mehr und trennte sich im Jahr 2018 von Greg Hall. Anfang 2018 wurde bekannt, dass Sacred Reich erneut einen Vertrag bei Metal Blade Records unterzeichnet hat, mit dem Ziel, ein neues Studioalbum mit dem Titel Awakening einzuspielen. Im Dezember 2018 kehrte Schlagzeuger Dave McClain zurück, der zwischenzeitlich bei Machine Head spielte. Wenig später verließ auch Jason Rainey, der durch Joey Radziwill ersetzt wurde, die Band.

## Stil
Die Texte der Band thematisierten vornehmlich soziale und politische Belange aus einer kritischen Sicht auf die republikanische US-Politik der Reagan- und Bush-Ären. Die Band gilt als wichtiger Vertreter des Thrash-Metal-Genres, wobei einige Lieder als „Klassiker“ bezeichnet werden.

## Diskografie
- 1986: Draining You of Life (Demo)
- 1987: Ignorance (Album)
- 1988: Surf Nicaragua (EP)
- 1989: Alive at the Dynamo (Live-EP)
- 1990: The American Way (Album)
- 1991: A Question (EP)
- 1993: Independent (Album)
- 1996: Heal (Album)
- 1997: Still Ignorant: 1987-1997 (Live-Album)
- 2007: Surf Ignorance
- 2019: Don’t Do It Donnie/They Scream (Split mit Iron Reagan)
- 2019: Awakening (Album)